# Obrad Belošević
Obrad Belošević (né le 28 avril 1928 à Leskovac en Serbie ; mort le 20 janvier 1986 à Belgrade en Serbie) est un arbitre de basket-ball serbe.
Il a arbitré plus de 300 rencontres de la ligue yougoslave de basket-ball entre 1951 et 1976, mais aussi aux Jeux olympiques de 1968, au championnat du monde 1970, au championnat du monde 1974, deux finales de Coupe d'Europe des clubs champions (en 1969 et 1970) et une finale de Coupe Korać. Il est intronisé au FIBA Hall of Fame en 2007.